# Манди Харви
Аманда Лин Харви (на английски: Amanda Lynn Harvey; родена на 2 януари 1988 г.) е американска джаз и поп певица и автор на песни. Напълно глуха след дегенеративно заболяване на 18-годишна възраст, тя е най-забележителна като бивша състезателка в 12-ия сезон на „Америка търси талант“, където изпълнява нейна собствена песен „Try“ („Опитай“) и печели златен бутон от Саймън Коуел, изпращайки талантливата Манди директно в предаванията на живо.

## Произход и младежки години
Манди е родена в Синсинати, Охайо, преди да се премести в Сейнт Клауд, Флорида. Тя е имала проблеми със слуха от ранна възраст и е претърпяла няколко операции като дете, за да се опита да се коригира. Семейството ѝ се премества в Колорадо, когато тя е малко дете. Тя пее през цялото си детство и талантът ѝ е признат в гимназията Лонгмонт, където завършва през 2006 г. Манди постепенно загубва слуха си в резултат на разстройството на съединителната тъкан синдром на Ehlers-Danlos. Тя е загубила останалия си слух, когато е била на осемнадесет поради дегенеративно заболяване, докато е била специалност по вокално музикално образование в Държавния университет в Колорадо; в резултат на това тя напуска университета.

## „Америка търси талант“
През 2017 г. Манди се появява в „Америка търси талант“, сезон 12, където заема четвърто място. Тя получава Златния зумер от Саймън Коуел, използвайки нейната укулеле, докато изпълнява нейна собствена песен „Try“.